# Personnages de Monkey Island
 (août 2009).
Si vous disposez d'ouvrages ou d'articles de référence ou si vous connaissez des sites web de qualité traitant du thème abordé ici, merci de compléter l'article en donnant les références utiles à sa vérifiabilité et en les liant à la section « Notes et références ».
Personnages de la série de jeux vidéo Monkey Island.

## Carla
Carla est aussi connue sous le nom de La Reine du Sabre (Swordmaster).
Elle fait sa première apparition dans The Secret of Monkey Island où elle est la célèbre Reine du Sabre de l'Île de Mêlée, vivant dans une maison cachée dans la forêt. Le marchand octogénaire de l'Île de Mêlée est amoureux de Carla et Guybrush Threepwood le suit dans la forêt lorsqu'il demande une entrevue avec elle. Guybrush bat Carla dans un duel au sabre, comme le conseil des pirates l'a requis comme une des trois épreuves pour devenir pirate. Lorsque Elaine Marley se fait enlever par LeChuck, Carla accepte de joindre l'équipage de Guybrush et de partir vers l'Île aux Singes. Cependant, elle et ses camarades Meathook et Otis organisent une mutinerie. Ils sont éventuellement capturés par les indigènes de l'Île aux Singes (si Guybrush détruit le navire).
Dans Escape from Monkey Island, elle parvient à s'échapper de l'Île aux Singes (ce qui donne apparemment le titre au jeu selon Guybrush) et retourne sur l'Île de Mêlée. Guybrush lui propose encore de joindre son équipage, ce qui provoque évidemment sa méfiance, mais elle accepte lorsqu'il lui offre un poste de travail confortable au gouvernement. Carla n'est plus la Reine du Sabre après s'être fait battre et humilier par Ozzie Mandrill.
L'aspect de Carla, en particulier son portrait dans les gros plans du premier volet, est fondé sur celui d'une employée de Lucas Arts s'appelant Carla Green[réf. nécessaire].

## Elaine Marley
Elaine Marley est l'un des personnages principaux de la série. Elle apparait dans les quatre opus, servant principalement d'intérêt amoureux pour le héros Guybrush Threepwood. Elle est le gouverneur de l'île de Mêlée, et à partir du 3e opus, la femme de Guybrush.
Contrairement à Guybrush Threepwood et à LeChuck dont la biographie varie profondément selon la thèse abordée, la question est plus simple pour Elaine; en effet, si on considère la thèse de "l'imagination enfantine de Guybrush", Elaine n'existe tout simplement pas, elle reste un personnage imaginaire ou alors elle aussi est une enfant perdue dans un délire qu'elle partage avec Guybrush. Ou encore, pour beaucoup de fan, elle est la mère de Guybrush ce qui expliquerai que les deux rivaux (Guybrush et Lechuck) soient aussi centrés sur Elaine (ils souhaitent tous deux avoir l'amour de leur mère).
D'une manière plus pragmatique, Elaine est la femme forte de l'archipel des trois îles. Crainte de beaucoup de pirates pour sa grande force de caractère, mais également très aimée de par sa gentillesse, elle est la descendante d'une longue famille de gouverneur (son grand-père, Horace Dorquemada Marley était lui aussi gouverneur), elle dirige successivement les îles de Mêlée, Booty et Plunder, tout en ayant un regard sur les autres îles de l'archipel. Cherchant depuis toujours un époux, elle le trouvera chez Guybrush qu'elle choisira pour sa faiblesse et son manque d'héroïsme. Elle l'aime pour son incompétence. De plus, elle "portera la culotte" dans le couple par ailleurs, prenant les décisions et envoyant son mari remplir des missions grotesques, le "boxera" régulièrement voire l'humiliera par moments mais avouera n'avoir jamais aimé que lui.
Dans The Curse of Monkey Island, après avoir été libérée de la malédiction qui la changea en statue en or massif et du pirate-fantôme-zombie-démoniaque LeChuck, elle épousera Guybrush et partira aussitôt après en voyage de noces. À son retour, déclarée morte, elle devra se faire réélire gouverneur de Mêlée face à un mystérieux candidat, Charles le Charles... (Escape from Monkey Island)

## Meathook
Meathook (littéralement « Crochet à viande ») apparaît dans le premier et le quatrième jeu.
Dans The Secret of Monkey Island, Guybrush rencontre Meathook qui vit comme un ermite dans une maison délabrée sur la petite Île de Hook, au bord de l'Île de Mêlée. Elle n'est accessible que par un filin au-dessus de la mer, et Guybrush doit se servir d'un poulet en caoutchouc avec une poulie au milieu en guise de tyrolienne. Meathook est chauve, et a perdu ses deux mains (remplacées par des crochets) et un œil contre une « bête féroce » qui l'a attaqué quand il était petit. Il garde une créature du même genre dans sa maison, enfermée derrière une porte blindée. Meathook a un tatouage en forme de crâne sur la poitrine, qui en bougeant ses muscles, peut lui donner l'impression qu'il parle.
Lorsque Elaine Marley se fait enlever par LeChuck, il demande à Meathook de joindre son équipage. Ce dernier accepte de le faire à condition qu'il prouve sa bravoure en touchant la bête qu'il détient, qui se révèle être un perroquet inoffensif. Guybrush réussit sans problème, et Meathook rejoint son équipage. Pendant le voyage, il se joint à la mutinerie avec Carla et Otis. Avec eux, il reste finalement coincé sur l'Île aux singes, capturés par les indigènes si Guybrush détruit le navire.
Par la suite, Meathook a pu retourner chez lui sur l'Île de Hook, et commence à faire de la peinture à la cire dont les pièces se vendent bien. Il n'est pas trop rancunier envers Guybrush.

## Otis
Otis apparaît dans le premier et quatrième volets.
Dans The Secret of Monkey Island, Guybrush rencontre Otis dans la prison de l'Île de Mêlée, où il a été arrêté pour avoir cueilli des fleurs d'une espèce protégée. Il crie son innocence, se disant être la « victime d'une société pourrie ». Plusieurs amis essaient de l'aider à s'évader, dont sa Tante Tillie et le cuisinier du Scumm Bar, qui lui cuisinent de la nourriture (dont un gâteau aux carottes et un rôti de postérieur de singe) avec des limes cachées à l'intérieur. Malheureusement pour lui, Otis ne se rend pas compte de l'aide qu'il reçoit.
Après l'enlèvement d'Elaine Marley par LeChuck, Guybrush libère Otis en faisant fondre la porte de sa cellule avec du grog hautement corrosif. Il rejoint son équipage pour partir vers l'Île aux Singes, mais, quelque peu ingrat, organise une mutinerie lors du voyage. Avec Carla et Meathook, il se retrouvera coincé sur l'Île aux Singes capturé par les indigènes si Guybrush détruit le navire.
Dans Escape from Monkey Island, Guybrush retrouve Otis et Carla sur l'Île de Mêlée. Cette rencontre rend Otis particulièrement nerveux, le naufrage sur l'Île aux Singes l'ayant traumatisé. Il finit par rejoindre avec Carla l'équipage de Guybrush, ce dernier leur donnant des postes de « fonctionnaire pépère ».
Dans le premier jeu, Otis est brun et moustachu, mais devient roux et barbu sans moustache dans le quatrième jeu. Otis est nommé d'après un personnage de la série télévisée américaine The Andy Griffith Show. Dans cette série, cet Otis est un alcoolique qui se retrouvait souvent en prison.

## Stan
Stan apparaît dans chaque opus de la série. Stan est vendeur. Bien qu'il prétende n'avoir jamais escroqué personne, ce qu'il vend se casse souvent, ou se révèle fort défectueux.
Il aide Guybrush Threepwood dans son aventure en lui proposant des objets divers, le plus souvent défaillants. Doté d'un bagout incroyable, Stan est la parodie de ces nombreux vendeurs de voitures américains qui peuvent vendre n'importe quoi à n'importe qui. Un éternel chapeau de cow-boy sur la tête et un costume à carreaux sur le dos, il gesticule beaucoup et est prêt à tout pour faire une vente.
Dans le premier volet, Stan est propriétaire du magasin de « bateaux d'occase tout neufs », seul magasin habilité à vendre des navires sur l'île de Mêlée. Il vendra pour 5 000 pièces de huit le Singe des Mers, seul navire selon la légende à avoir accompli la traversée vers la fameuse île aux Singes et à en être revenu . Une fois le bateau acheté, il prendra quelques vacances avant de revenir en fin d'aventure, où un coup de poing magistral du fantôme-pirate LeChuck le projette dans l'océan. Il semble que ce soit l'emploi qu'il ait occupé durant la plus longue période car dans The Secret of Monkey Island, Herman Toothrot qui est naufragé sur l'île aux Singes depuis 20 ans se souvient de lui en tant que vendeur de bateaux d'occasion.
Dans le deuxième opus, Guybrush le retrouvera vendeur de « cercueils d'occasion tout neufs » sur l'île de Booty où il propose toute une gamme de produits funéraires, du mouchoir au cercueil en chêne. Guybrush l'enfermera d'ailleurs dans un de ces cercueils afin de subtiliser la clé d'une crypte. On apprend également qu'il a auparavant tenu un magasin de fournitures de restaurant d'occase tout neufs.
Dans The Curse of Monkey Island, on le retrouve miraculeusement sur l'île du Sang où Guybrush le libèrera alors dans une crypte. Stan, par ailleurs, aura réussi à fonder un nouveau commerce, à se fabriquer de nouvelles cartes de présentation plastifiées et se présentera dorénavant comme courtier en assurances, spécialisé en contrats d'assurance-vie.
Dans Escape from Monkey Island, il se retrouvera sur l'île de Jambalaya, à vendre des habitations en multipropriété.
Dans Tales of Monkey Island, il est devenu procureur, mais vend des souvenirs de ses procès.

## Herman Toothrot
Herman Toothrot (traduit en Herman Dentcarié en français), de son vrai nom Horace Torquemada Marley (Horace Dorquemada Marley en français) est un naufragé qui vit sur l'Île aux Singes, seul humain à part une tribu d'indigènes. Il a l'apparence d'un vieil homme blanc maigre à la longue barbe blanche, portant un grand chapeau, tunique et bottes brunes.
Il a un second rôle anecdotique dans The Secret of Monkey Island et Monkey Island 2, il ne fait qu'une simple apparition sous la forme d'un mannequin dans The Curse of Monkey Island et son importance sera capitale dans Escape from Monkey Island. Son passé est l'une des grandes questions de la série.
Il est inspiré du personnage de Ben Gunn de L'Île au trésor et de Robinson Crusoé.
Dans The Secret of Monkey Island, Herman est l'un des aventuriers qui est parti avec un ami à la recherche de l'Île aux Singes à bord du Singe des Mers, dans l'intention d'en découvrir son secret. Au fur et à mesure du périple, leur amitié se disloque, l'ami trouvant Herman insupportable, mais ils parviennent tout de même à destination. Là, l'ami meurt lors d'un accident et Herman sombre peu à peu dans la folie. Ne pouvant manipuler seul le bateau, il entraîne une bande de chimpanzés à le naviguer pour qu'ils aillent chercher du secours (il ne les a pas accompagné car il ne pouvait supporter leur compagnie). Le bateau ne revint pas et entra en possession de Stan. Sur l'île, il entre souvent en conflit avec les indigènes du coin, en communiquant avec des messages écrits. Leur ayant prêté une pince pour cueillir des bananes, il leur a emprunté la clé de la statue de Tête de Singe Géante dans le Territoire du Singe, et depuis, ils ne peuvent se mettre d'accord sur qui doit rendre en premier ce que l'un a emprunté à l'autre.
Herman a bâti une forteresse sur un volcan éteint, où il dispose d'un canon et d'autres matériels. Il possède une barque, mais ne peut s'en servir depuis que les indigènes ont jeté les rames au fond d'un gouffre. Il a également construit une catapulte à pierres au point le plus haut de l'île aux singes, assez puissante pour couler un bateau. Malheureusement, cette catapulte a été responsable de la mort de son ami, un rocher le pendant à une corde alors qu'il installait une balançoire. 
On apprendra tout de même qu'il possède un bateau, mais on ne saura pas pourquoi il ne l'a pas utilisé auparavant. Il le proposera à Guybrush pour qu'il puisse s'en aller si ce dernier a fait couler le Singe des Mers. Comme il l'explique, c'est "la règle du jeu" que de l'aider d'une situation s'il est coincé.
Dans le second volet, Herman se retrouvera sur l'île de Dinky (ou île des mignons selon les traductions) où il deviendra une sorte de sage-philosophe, passant son temps à méditer. Il est vraisemblablement arrivé sur cette île par un tunnel venant de Big Whoop.
Dans Escape from Monkey Island, on apprend que le vrai nom d'Herman est Horatio Torquemada Marley dans la version originale et Horace Dorquemada Marley dans la version française. Grand-père d'Elaine (et donc de Guybrush par alliance) et ancien gouverneur de l'île de Mêlée, il participait jadis à une compétition navale. Mais son navire fut envoyé dans un mystérieux typhon qui l'amène sur l'île aux Singes, totalement amnésique. Il vécut ainsi reclus pendant plus de trente ans jusqu'à ce que Guybrush lui rende la mémoire en lui envoyant des objets sur le crâne. Il retourne finalement sur l'île de Mêlée avec Guybrush et retrouve sa place de gouverneur que ne veut plus exercer Elaine à la suite de l'éviction de Charles LeCharles alias Lechuck.

## Wally B. Feed
Wally B. Feed est un cartographe, et se dit capable de reconnaître n'importe quelle île, rien qu'en voyant sa représentation cartographique. Guybrush Threepwood le rencontre dans le second épisode de la série (Monkey Island 2: LeChuck's Revenge) sur l'île de Scabb, première île du jeu. Wally porte un monocle sur l'œil gauche, sans lequel il est aveugle.
Dans LeChuck's Revenge, c'est Wally qui permettra à Guybrush Threepwood de savoir où se trouve l'île Dinky, laquelle est supposée receler le légendaire trésor de Big Whoop que recherche notre héros. Or, pendant que Wally s'affaire à son travail de cartographe sur la carte au trésor que lui rapporte Threepwood, ce dernier est chargé en échange de se rendre au marais de Lady Vaudou, qui doit lui confier une commande "spéciale". Mais, Wally est enlevé par LeChuck pendant cette course, et est enfermé dans le donjon du pirate zombi. Guybrush le retrouvera d'ailleurs par la suite, et Wally lui apprendra qu'il a subi des « tortures effroyables » consistant principalement à lui voler son monocle. Après quelques courtes péripéties, Wally et Guybrush s'échappent grâce notamment à une explosion importante du donjon de LeChuck. Wally ne réapparaîtra pas avant l'épisode suivant de la série.
Dans The Curse of Monkey Island, Guybrush commence son aventure dans une pièce le mettant en scène en compagnie du pirate Sanguinez (Bloodnose en anglais), qui n'est autre que Wally, qui a été "embauché" par LeChuck après avoir subi d'intensifs cours de piraterie et d'insultes. Une fois encore, une explosion se produira et Wally sera éjecté sur l'île des Pirates (où il retrouvera Guybrush Threepwood). Wally apparaîtra par la suite dans la fête foraine de LeChuck, ligoté et bâillonné sur une saynète du train fantôme.

## Lady Vaudou
Lady Vaudou (Voodoo Lady) est un personnage récurrent dans la série. Elle fait une apparition dans chaque opus.
Son identité véritable reste un mystère certain, car elle avoue elle-même être connue sur chaque île sous un nom différent. Prêtresse vaudou dotée de grands pouvoirs, elle apparaît systématiquement au début de l'aventure pour aider Guybrush Threepwood.
On lui connaît trois repaires: une maison sans enseigne sur l'île de Mêlée, où Guybrush la rencontre pour la première fois, les marais de l'île de Scabb et ceux de l'île de Plunder. Ses pouvoirs vont de la divination à la préparation de mixtures vaudous aux effets divers. Celles-ci peuvent ressusciter temporairement un mort, faire tomber amoureux ou soigner des maladies. Elle est en outre capable de préparer des poupées vaudous pour torturer une victime à distance (pour ce faire, elle a besoin de "quelque chose de la tête, quelque chose des vêtements, quelque chose du corps et quelque chose du mort [d'un parent de la victime]"). Son âge est un mystère également, mais elle aurait des "enfants" (ou des "petits–enfants") et elle occupe parfois la fonction d'aide-styliste.
Dans Escape from Monkey Island, elle déclare avoir signé avec Lucasarts un contrat pour 5 épisodes de Monkey Island.

## Ozzie Mandrill
Ozzie Mandrill est un promoteur australien qui tente de racheter les Caraïbes pour les transformer en site touristique dépourvu de piraterie. Il se sert pour cela d'insultes inconnues pour gagner au duel d'insulte une à une les propriétés des pirates. Il a ainsi transformé l'île de Jamabalaya en paradis artificiel pour touriste (et commence à faire de même sur l'île de Mélée, en transformant le Scumm Bar en bar à sushis) et a ouvert une école de reconversion pour les pirates sur l'ile voisine. 
Apprenant l'existence de l'insulte suprême, il cherchera à l'obtenir pour asservir tous les pirates.